# Economic Love-In
Pour plus de détails, voir Fiche technique et Distribution.
Economic Love-In est un téléfilm de comédie américain réalisé par Taylor Hackford et sorti en 1973.

## Fiche technique
- Titre original : Economic Love-In
- Réalisation : Taylor Hackford
- Scénario : Richard Beebe, David Lander, Michael McKean et Harry Shearer
- Photographie :
- Montage :
- Musique :
- Costumes :
- Décors :
- Producteur :
- Sociétés de production : KCET
- Sociétés de distribution : Public Broadcasting Service
- Pays d'origine :  États-Unis
- Langue originale : anglais
- Format : couleur
- Genre : Comédie
- Durée : 180 minutes
- Dates de sortie : 
  - États-Unis : 1973

## Distribution
- Richard Beebe, David Lander, Michael McKean et Harry Shearer : eux-mêmes